# Nagy Péter Tibor
Nagy Péter Tibor (Budapest, 1963. június 28. –) történész, oktatáskutató, szociológus, oktatástörténész, neveléstörténész egyetemi tanár.

## Élete
Nagy János és Nagy Katalin ifjúsági író fiaként született. Középiskolai éveit az ELTE Radnóti Miklós Gyakorló Gimnáziumában töltötte, majd az ELTE BTK történelem szakát végezte el, 1981 és 1986 között.

### Kutatói karrierje
- 1986–89: MTA Tudományos Minősítő Bizottság-ösztöndíjas
- 1989–91: az ELTE BTK neveléstörténeti kutatócsoport tudományos munkatársa
- 1991–2012: az Oktatáskutató Intézet és jogutódai főmunkatársa, 2002– tudományos tanácsadója, 1999–2004 oktatáspolitikai csoportvezetője . Az intézet tudományos könyvsorozatának és folyóiratának szerkesztő bizottsági tagja. Az Oktatáskutató Intézet utódját a Professzorok Háza Felsőoktatási Kutatóintézetet magába olvasztó Oktatáskutató és Fejlesztő Intézetnél, majd ezen intézményhez csatolt Országos Pedagógiai Könyvtár és Múzeumnál tudományos tanácsadó. Eltávolítását összefüggésbe hozzák – petíciószervezésekben és nyilatkozatokban megmutatkozó, a 2010-ben hivatalba lépett kormányt bíráló – közéleti aktivitásával.[1]
- 2001-ben az ELTE Társadalomtudományi Kar Oktatás- és Ifjúságkutató Központ alapító tagja
- 2007-től a Wesley vallás- és egyházszociológiai kutatóközpont vezetője.
- Az 1990-es és 2000-es években több OTKA kutatás vezetője, Soros Alapítványi kutatás vezetője
- 2008-tól Karády Viktorral, Biró Zsuzsanna Hannával közösen európai kutatási programok vezetője.[2]

#### Kutatási területe
Az 1860–2020-es évek oktatáspolitikája, elittörténete, vallásszociológiája, elitszociológiája, tudományszociológiája, társadalomtörténete

### Felsőoktatási karrierje
- 1980-as években az ELTE BTK-n tanít
- 1990-es és 2000-es években A Kodolányi János Főiskola főiskolai tanára, az ELTE TÁTK, az Iparművészeti Egyetem, a Debreceni Egyetem, a Miskolci Egyetem, a Szegedi Egyetem, a Corvinus Egyetem mb. előadója,
- 2004–2007: a Pécsi Tudományegyetem tudományos tanácsadója, az oktatástörténeti doktori program (PhD program) vezetője,
- 1992–től a Wesley János Lelkészképző Főiskola tanára.
- 1998–2001: Széchenyi professzori ösztöndíjas, ELTE TÁTK
- 2007-től egyetemi tanár
- 1993-tól különböző doktori programokban (DE BTK Neveléstudományi program, PTE BTK Oktatástörténeti doktori program, ELTE PPK Pedagógiatörténeti doktori program) doktori témavezető, ill óraadó, a WJLF doktori-iskola-előkészítőjének, majd doktori iskolájának vezetője[3]

### Tudományszervezői tevékenysége
- Az MTA neveléstörténeti albizottság korábban titkára, később tagja.
- Az MTA oktatásszociológiai albizottság tagja.
- A Magyar Szociológiai Társaság oktatásszociológiai szakosztályának elnöke
- A Wesley János Lelkészképző Főiskola Tudományos Tanácsának elnöke
- Az Educatio(R) szerkesztőbizottságának tagja (1992-)
- A Társadalom és oktatás könyvsorozat (Új Mandátum, majd Gondolat Kiadó) szerkesztőbizottságának tagja
- A Szociológiai dolgozatok könyvsorozat (Wesley János Kiadó) szerkesztője
- A Világosság szerkesztőségének tagja (1998-2000)
- OTKA kutatások vezetője az 1990-es és 2000-es években
- Tudományszociológiai konferencia sorozat (interco-ssh) szervezése
- Magyar Tudomány tematikus számok, Educatio (R) tematikus számok szerkesztése
- Társadalomtudósok három rendszerváltás idején beszélgetéssorozat (interco-ssh) szervezője
- Goldziher-szalon társszervezője
- Palettaelőadások sorozat szervezője
- Soros György 90. születésnapja tiszteletére rendezett konferencia szervezője
- Stadium28 tagja[4]
- Európai kutatások szervezője, társvezetője a 2010-es és 2020-as években

### Címek, fokozatok, díjak
- Diákkori díjak: OKTV, OTDK
- A Magyar Történelmi Társulat különdíja (1986)
- A neveléstudomány kandidátusa (1991),
- Erdei Ferenc-díj (1993)
- A történettudomány kandidátusa (1995),
- Az MTA doktora (2005)
- Habilitált doktor a debreceni egyetemen (2000)
- Soros ösztöndíj
- OSI ösztöndíj
- Rothschild ösztöndíj
- Magyary Zoltán ösztöndíj,
- Széchenyi professzori ösztöndíj,
- Polányi Károly-díj (2011)

## Főbb művei
- A magyar oktatás második államosítása. (Társadalom és oktatás.) Bp., Educatio, 1992. 242 p.[5]
- Szakoktatás és politika; OI, Bp., 1994 (Kutatás közben)[6]
- Az egyensúly megbomlása a magyar oktatáspolitikában. Pomáz, Adu Könyvkiadó, 1996. 200 p.
- Neveléstörténeti előadások. Oktatáskutató Intézet – Kodolányi Főiskola. Székesfehérvár, Bp., 1997. 256 p.
- Járszalag és aréna: Egyház és állam az oktatáspolitika erőterében a 19. és 20. századi Magyarországon. Bp., Új Mandátum, 2000. 320 p.[7]
- Hajszálcsövek és nyomáscsoportok: Oktatáspolitika a 19-20. századi Magyarországon. (Társadalom és oktatás; 19.) Bp., Oktatáskutató Intézet, Új Mandátum, 2002. 222 p.[8]
- Victor Karady–Nagy Péter Tibor: Educational inequalities and denominations – database for Transdanubia, 1910, 1-2.; OI, Bp., 2003[9]
- The social and political history of Hungarian education (MEK, OSZK, 2006).[10]
- Utak felfelé. Oktatás és társadalmi mobilitás a 19-20. századi Magyarországon. (Társadalom és oktatás; 35.) Bp., Oktatáskutató Intézet, Új Mandátum, 2010. 209 p. . ISBN 9789632870182[11]
- A növekvő állam árnyékában. Oktatás, politika 1867-1945. Gondolat kiadó, Budapest 2011. Neveléstudomány történeti tanulmányok. 494 p. ISBN 9789636933265[12]
- Az 1929-ben kiadott Magyar zsidó lexikon személysoros adatbázisa; Wesley János Lelkészképző Főiskola Theológus és Lelkész Szak–Wesley Egyház- és Vallásszociológiai Kutatóközpont, Bp., 2011[13]
- Biró Zsuzsanna Hanna–Nagy Péter Tibor: Bölcsészek és tanárok a 19-20. században; WJLF–Wesley Egyház- és Vallásszociológiai Kutatóközpont, Bp., 2012 (Szociológiai dolgozatok)[14]
- Karády Viktor–Nagy Péter Tibor: Iskolázás, értelmiség és tudomány a 19-20. századi Magyarországon; WJLF–Wesley Egyház- és Vallásszociológiai Kutatóközpont, Bp., 2012 (Szociológiai dolgozatok)[15]
- Oktatás-történet, -szociológia. Gondolat kiadó, Budapest, 2012. Iskolakultura könyvek 44. 146 p. ISBN 9789636932381[16]
- Karády, Victor – Nagy, Péter Tibor:  Sociology in Hungary. A Social, Political and Institutional HistoryLondon, a : Springer International Publishing (2019) , 198 p.[17]
- Szabad, gondolat: (Társadalomtudományi rendezvények videobookja, 2018-2020) Budapest, : Wesley János Lelkészképző Főiskola (2021) , 290 p.  ISBN 9786155048531[18]
- Vallásosság -történet, -szociológia Szeged, Magyarország : Iskolakultúra (2021) , 301 p.  DOI ISBN 9789633067871[19]

## Főbb szerkesztései
- A felsőoktatás kutatása. Tisztelgő kötet Hrubos Ildikó születésnapjára; szerk. Nagy Péter Tibor, Veroszta Zsuzsanna; Gondolat, Bp., 2014 (Társadalom és oktatás)
- Történelem, tanítás, módszertan. Emlékkötet Szabolcs Ottó 75. születésnapjára; szerk. Nagy Péter Tibor, Vargyai Gyula, összeáll. Kárpáti Andrea; Országos Pedagógiai Könyvtár és Múzeum, Bp., 2002
- Oktatáspolitika és vallásszabadság. Állam – egyház – iskola – társadalom a 20. században; szerk. Nagy Péter Tibor; Új Mandátum, Bp., 2000 (Világosság könyvek)
- Bolyongtam téveteg, soká Caesareában. A WJLF tisztelgő kötete Majsai Tamás 60. születésnapjára. Szerk Géczi Róbert, Nagy Péter Tibor WJLF, Budapest 2015
- Állítólag már hetven éves. Emlékkönyv Szabolcs Ottó születésnapjára; szerk. Nagy Péter Tibor; ADU Gmk., Pomáz, 1997
- Szántó János: Vallásosság egy szekularizált társadalomban. Felsőoktatási tankönyv; szerk. Nagy Péter Tibor; Új Mandátum, Bp., 1998 (Nagyítás)
- Oktatáspolitika. Válogatás a hazai szakirodalomból; szerk. Lukács Péter, Nagy Péter Tibor; Felsőoktatási Kutatóintézet–Új Mandátum, Bp., 2004 (Társadalom és oktatás)
- Tankönyv. szerk. Nagy Péter Tibor Educatio 1994.3
- Diplomások. szerk. Nagy Péter Tibor Educatio 2002.2
- Felvételi. szerk. Nagy Péter Tibor Educatio 1994.3
- Budapest. szerk. Nagy Péter Tibor Educatio 2005.1
- Ötvenhat. szerk. Nagy Péter Tibor és Sáska Géza Educatio 2006.3
- Felsőoktatók. szerk. Nagy Péter Tibor Educatio 2007.3
- Felsőoktatás és tudománypolitika. szerk. Nagy Péter Tibor és Polónyi István. Educatio 2009.1
- Tantárgyak és társadalom. szerk. Nagy Péter Tibor Educatio 2012.4
- Iskolázottság. szerk. Nagy Péter Tibor Educatio 2013.4
- A  magyar társadalomtudományok történetszociológiája  szerk. Nagy Péter Tibor. Magyar Tudomány 2017.9.
- A nagy mikroadat – Big Data-használat a társadalomtudományban szerk. Nagy Péter Tibor és Veroszta Zsuzsanna. Magyar Tudomány 2018.5.
- A Társadalom és oktatás könyvsorozat negyedszázada. szerk. Nagy Péter Tibor. Magyar Tudomány 2015.7.
- Zsidóság. Tradicionalitás és modernitás. Tisztelgő kötet Karády Viktor 75. születésnapja alkalmából; szerk. Biró Zsuzsanna Hanna, Nagy Péter Tibor; WJLF, Bp., 2012 (Wesley jubileumi kötetek)
- The numerus clausus in Hungary. Studies on the first anti-Jewish law and academic anti-semitism in modern Central Europe; szerk. Victor Karady, Nagy Péter Tibor; Pasts Inc. Centre for Historical Research–History Department of the CEU, 2012 (Research reports on Central European history)
- Lukács, a mi munkatársunk. A WJLF tisztelgő kötete Lukács Péter 60. születésnapjára; szerk. Majsai Tamás, Nagy Péter Tibor; WJLF, Bp., 2009 (Wesley jubileumi kötetek)
- Társadalomtudományok. szerk Nagy Péter Tibor Educatio 2018.1

A Magyar Tudományos Művek Tára a 2024-ban 500-nál több tudományos művét tartja nyilván. https://m2.mtmt.hu/gui2/?type=authors&mode=browse&sel=authors10000722 

## Előadásai
- A fiatalság és a vallás[21]
- Differencies and Parallelities of the Social Circumstances[22]
- Iványi Tibor[23]
- Randolph Braham – Kovács András: A holokauszt Magyarországon – hetven év múltán – könyvbemutató 38.33-tól[24]
- A keresztény értelmiség és az illuziók[25]
- A keresztények és zsidók…[26]
- Zsídókkal házasodni kész hallgató[27]
- A nyolc osztály társadalmi jelentése[28]
- A régi-új és új-régi adatok társadalmi természete[29]
- Felekezeti arányok Magyarországon 1920-2011[30]
- Vajda Mihály 80[31]
- A magyar társadalomtudományi elit[32][33]
- A vallásos nevelés vallásos szocializáció mérhetősége 1930-1960[34]
- Zsidók a reputációs elitben 1890-1930[35]
- Hóman Bálint, a közoktatáspolitikus[36]
- Hock János nemzedéke[37]
- Az oktatásról szóló tudomány kettős nyitottsága[38]
- Egyéb. Egy fiktív aggregátum[39]
- Klebelsberg Kunó[40][41]
- Vallásosság és társadalom az 1940-es évek Magyarországán[41][42]
- Szonda[43]
- A kultuszminiszter[44]
- Arcok a médiában[45]
- Szonda[46]
- A kultuszminiszter[47]
- A kultuszminiszter[48]
- Válaszd a tudást[49]
- A többpártrendszerű oktatáspolitika autokrativitásának lehetőségei[50][51]
- A társadalomtudományi elit nemzetközi mobilitása[52]
- Zsidók és keresztények a magyar tudományos elitben[53]
- Az oktatáskutatás inter- és multidiszciplináris jellege[54][55]
- Social Mobility and Educational Innovations[56]
- Randy Braham és a számítástechnika[57]
- A vallásváltoztatásról[58]
- Életminőség vagy vallásosság? A szociokulturális környezet és hatásai – Kodácsy Simon Eszter, Nagy Péter Tibor, Rosta Gergely a PEW vallásszociológiai felméréséről[59][60]
- Three goals of Hungarian educational policy in 2010s[61]
- Brandt Nobel díj 50  wesley[62]
- Routes to elite (ECHA 2021)[63]
- A papi elit és a politika a 18-21. században[64]
- A szociológiai adatfelvételek civil finanszirozása[65]
- A tudományszámolás, avagy Hubai Peter kételyei[66]
- Az oktatáskutatók és a tudomány mint tema[67]
- A tudományszociológiai változat....[68]
- Területiség es iskolázottság[69]
- Miért nem vezet minden út Rómába[70]
- Három fő oktatáspolitikai probléma 2010 után[71]
- Emlékezetpolitika a 2020-as években (Herényi Károllyal)[72][73][74][74][75][76][77][78][79][80][81][82][83][84][85]
- Az oktatás társadalomtörténetének új forrásbázisa[86]
- Megemlékezés Kelemen Elemérről[87]
- Az oktatás társadalomtörténetének új forrásbázisa[88]
- Megszámlálhatók-e a hívek? (Kamarás István)[89][90]
- WJLF tudományos év 2022[91]
- Tudásszociológia és emlékezetpolitika[92]
- Zsidó elitek[93]
- Az oktatás mint indíkátor[94]
- Az oktatáskutatás új lehetőségei[95]
- Rejtett kézikönyv tartalmak[96]
- Az oktatáspolitika valósága meg annál is rosszabb mint amit látunk (Lendvai Ildikóval)[97]
- A felekezetiség jelentése[98]
- 1944 figurái az emlékezetben[99]
- Agora (Kamarás Istvánnal)[100]
- Central European melting pot Wesley lectures[101]
- Fehér bot napja[102]
- A hátrányos helyzet indikátorai az iskolázásban[103]
- Az emlékezetpolitikatörténetirás paradoxonai[104]

## Róla szóló írások
- Donáth Péter: Nagy Péter Tibor: Utak felfelé. Oktatás és társadalmi mobilitás a 19-20. századi Magyarországon Századok, 2012. (146. évf.) 1. sz. 235-242. old. [Teljes szöveg (előfizetés ellenében): nfo.arcanum.hu/szazadok]
- Szűcs Diána: Nagy Péter Tibor: Utak felfelé. Oktatás és társadalmi mobilitás a 19-20. századi Magyarországon. Budapest, 2010. (Társadalom és oktatás, 35.) Levéltári közlemények, 2010. (81. évf.) [1-2. sz.] 365-368. old.Teljes szöveg: Hungaricana
- Szabó Lajos: Hajszálcsövek, nyomáscsoportok : (Nagy Péter Tibor [2002]: Hajszálcsövek és nyomáscsoportok. Oktatáspolitika a 19-20. századi Magyarországon) [Teljes szöveg (PDF) Iskolakultúra, 2006. (16. évf.) 2. sz. 145-148. old. Teljes szöveg (1998/1. számtól): Elektronikus Periodika Archívum]
- Szabó Lajos: Nagy Péter Tibor: Járszalag és aréna. Egyház és állam az oktatáspolitika erőterében a 19. és 20. századi Magyarországon Magyar pedagógia, 2003. (103. évf.) 3. sz. 407-409. old.
- Oláh János: Nagy Péter Tibor: Járszalag és aréna Módszertani közlemények (Módszertani Közlemények Baráti Társasága), 2003. (43. évf.) 2. sz. 89-90. old.
- Szabolcs Ottó: Nagy Péter Tibor: Járszalag és aréna Századok, 2002. (136. évf.) 1. sz. 245-246. old. [Teljes szöveg (előfizetés ellenében): nfo.arcanum.hu/szazadok]
- Forray R. Katalin: Nagy Péter Tibor: Járszalag és aréna Kritika : társadalomelméleti és kulturális lap, 2001. (30. évf.) 6. sz. 33-34. old.
- Szabolcs Ottó: Nagy Péter Tibor: Hogyan kerüljük el a polgárosodást? (Századok, 1999. (133. évf.) 5. sz. 1134-1136. old. Teljes szöveg (előfizetés ellenében): nfo.arcanum.hu/szazadok
- Szabolcs Ottó: Nagy Péter Tibor: Az egyensúly megbomlása a modern magyar oktatáspolitikában. Századok, 1998. (132. évf.) 1. sz 287-288. old. Teljes szöveg (előfizetés ellenében): nfo.arcanum.hu/szazadok
- Setényi János: Nagy Péter Tibor: A magyar oktatás második államosítása Kritika : társadalomelméleti és kulturális lap, 1995. (24. évf.) 3. sz. 44. old.
- Csákó Mihály: Hármasegység Teljes szöveg (PDF) Magyar tudomány, 2013. (174. évf.) 5. sz. 630. old. [Teljes szöveg (1999/1 számtól): www.matud.iif.hu/mttart.html, Elektronikus Periodika Archívum]
- Berényi Eszter : Nagy Péter Tibor: Hajszálcsövek és nyomáscsoportok. Oktatáspolitika a 19-20. századi Magyarországon. Buksz, 2003. (15. évf.) 1. sz. 86-89. old.[105]
- Donáth Péter Nagy Péter Tiborról[106]
- Mazsu János Nagy Péter Tibor és Karády Viktor könyvéről[107]
- Pók Attila Nagy Péter Tibor és Karády Viktor könyvéről[108]
- Ugrai János Nagy Péter Tiborról[109]
- Tibori Timea: VALLÁSOSSÁG, SZOCIOLÓGIA – ADATKÖZELBEN[110]
- A., Gergely András: Szociológia a vallásnézet felől – avagy módszer, értékrend, társadalom: Nagy Péter Tibor: Vallásosság – történet, -szociológia[111]
- Csepeli György Nagy Péter Tibor: Vallásosság-történet, -szociológia[112]